# Taurotagus
Taurotagus is een kevergeslacht uit de familie van de boktorren (Cerambycidae). De wetenschappelijke naam van het geslacht werd voor het eerst geldig gepubliceerd in 1869 door Lacordaire.

## Soorten
Taurotagus omvat de volgende soorten:
- Taurotagus auberti Fairmaire, 1892
- Taurotagus brevipennis Gahan, 1890
- Taurotagus elongatus (Harold, 1878)
- Taurotagus gabunensis Adlbauer, 2005
- Taurotagus griseus (Guérin-Méneville, 1844)
- Taurotagus impressus Duffy, 1955
- Taurotagus klugii Lacordaire, 1868
- Taurotagus similis Adlbauer, 1998
- Taurotagus vestitus Jordan, 1894